# Stockwiesengraben (Pfinz)
Der Stockwiesengraben ist ein Kilometer langer, linker Zufluss der Pfinz auf der Gemarkung von Remchingen im baden-württembergischen Enzkreis.

## Name
Der Name kommt von den Stockwiesen in Wilferdingen. Dies ist eine Wiese neben einer Siedlung in Remchingen, auf welcher regelmäßig Veranstaltungen stattfinden.

## Geographie

### Verlauf
Der Stockwiesengraben entsteht auf 178 m ü. NHN auf einer Wiese neben der Kreisstraße 4535 an der nordöstlichen Spitze des Remchinger Ortsteils Darmsbach. Der Graben verläuft größtenteils innerhalb der Flurstücke 864 und 906 auf der Gemarkung Wilferdingen. Er fließt in nordwestlicher Richtung und mündet nach einem Kilometer auf etwa  155 m ü. NHN am südwestlichen Rand der Auensiedlung von Wilferdingen von links in die Pfinz.

### Einzugsgebiet
Das Einzugsgebiet umfasst rund 1,6 Quadratkilometer und wird über die Pfinz und den Rhein zur Nordsee entwässert.